# Вишни Жипов
Вишни Жипов (слч. Vyšný Žipov) насељено је мјесто са административним статусом сеоске општине (слч. obec) у округу Вранов на Топлој, у Прешовском крају, Словачка Република.

## Становништво
| Година:    | 1994. | 2004.   | 2014.   | 2024.   |
| ---------- | ----- | ------- | ------- | ------- |
| Број људи: | 1165  | 1211    | 1173    | 1164    |
| Разлика:   |       | +3,94 % | -3,13 % | -0,76 % |

| Година:    | 2023. | 2024.   |
| ---------- | ----- | ------- |
| Број људи: | 1151  | 1164    |
| Разлика:   |       | +1,12 % |

Према подацима о броју становника из 2024. године насеље је имало 1164 становника.